# Pierre de Chevigné
Pour les articles homonymes, voir Chevigné.
Pierre Gabriel Adhéaume de Chevigné, né le 16 juin 1909 à Toulon et mort le 4 août 2004 à Biarritz (Pyrénées-Atlantiques), est un colonel, résistant et homme politique français, qui fut ministre de la IVe République et compagnon de la Libération. 

## Biographie
Pierre de Chevigné est le fils du comte François de Chevigné, officier de marine, maire d'Abitain (1910
-1935) puis d'Escos (1935-1947), et de Gisèle Collas. C'est le petit-fils de la fameuse comtesse de Chevigné, modèle de la duchesse de Guermantes.
Après des études au lycée Saint-Louis-de-Gonzague puis au lycée Saint-Louis à Paris, il entre à l'École spéciale militaire de Saint-Cyr en 1927. Il en sort deux ans plus tard dans la promotion "Maréchal Gallieni".
Officier d'Infanterie de 1929 à 1934, il quitte ensuite l'armée et devient secrétaire général d'une société familiale et journaliste.
À partir de 1935, Pierre de Chevigné est maire d'Abitain dans les Pyrénées-Atlantiques.
Mobilisé comme capitaine de réserve en 1939, il commande une compagnie au 127e RI puis les Corps Francs du Régiment et enfin ceux de la 2e DI.
En avril 1940 il reçoit une triple blessure par éclats de grenade et une quadruple blessure en juin, lors des combats de défense de Rethel au cours desquels il a pris la tête de son bataillon. Cité trois fois à l'ordre de l'armée, il est fait chevalier de la Légion d'Honneur au titre de la campagne de France.
Évacué sur l'hôpital militaire de Dax, il le quitte avant sa guérison, au moment de la demande d'armistice, et s'embarque à Saint-Jean-de-Luz, le 24 juin 1940, à bord de l'Ettrick, bâtiment britannique de transport de troupes, pour rejoindre l'Angleterre.
Il est envoyé au Moyen-Orient en septembre 1940 pour commander le 1er Bataillon d'Infanterie de Marine (1er BIMa) puis la 1re Demi-Brigade Coloniale, avec laquelle il est de nouveau blessé, par balles et éclats d'obus lors de la campagne de Syrie le 10 juin 1941.
Appelé par le général Catroux, Haut-commissaire de la France libre au Levant, il y dirige son cabinet à Beyrouth et remplit en même temps les fonctions de chef des Services spéciaux au Moyen-Orient.
Pierre de Chevigné est promu colonel en décembre 1941. Nommé, début 1942, chef de la Mission militaire de la France libre à Washington, il rejoint son poste en mai 1942, après avoir été détaché plusieurs semaines au Combined Operations (commandos de Lord Mountbatten) à Londres et avoir participé à l'opération Myrmidon sur Bayonne.
Il prend une part essentielle au ralliement des Antilles en juillet 1943.
Nommé chef d'État-major des Forces françaises en Grande-Bretagne sous les ordres du général Pierre Kœnig en décembre 1943, le colonel de Chevigné débarque en Normandie et dirige les opérations de la tête de pont de Bayeux en juin 1944.
Nommé commandant militaire des régions libérées, il suit l'avance alliée de Bayeux à Nancy, en passant par Cherbourg, Rennes, Angers, Paris, Chalons.
Pierre de Chevigné reprend après la guerre la mairie d'Abitain qu'il gardera jusqu'en 1965 et devient conseiller général du canton de Sauveterre-de-Béarn (1945-1976).
Il est élu député MRP des Basses-Pyrénées aux élections de 1945-1958.
Envoyé par le gouvernement en qualité de Haut-commissaire de la République française à Madagascar de février 1948 au 3 février 1950, il mène une répression sanglante, que suivent la reconstruction et la réorganisation de la Grande Île.
Secrétaire d'État à la Guerre de 1951 à 1954 dans les cabinets René Pleven, Edgar Faure, Antoine Pinay, René Mayer et Joseph Laniel, il est également ministre de la Défense nationale dans le gouvernement Pflimlin en mai 1958.
Président, de 1964 à 1976, du Conseil général des Pyrénées-Atlantiques, il est aussi gouverneur général honoraire de la France d'outre-mer et administrateur de l'Union des Blessés de la Face (Gueules Cassées).
Pierre de Chevigné est décédé le 4 août 2004 à Biarritz. Il est inhumé au cimetière d'Abitain (Pyrénées-Atlantiques).
Il avait épousé d’abord à Paris le 30 juin 1931, Hélène Théodore Rodocanachi (née à Paris le 4 juin 1911, et décédée le 24 mars 1939 - sœur de l’ambassadeur André Rodocanachi), puis le 2 août 1945, Anne Lefèvre d'Ormesson, née en 1915 et fille de Wladimir d'Ormesson.

## États de service militaires
- 1927 : entre à l'École spéciale militaire de Saint-Cyr
- 1929 : sort de Saint-Cyr, promotion « Maréchal Gallieni »
- 1929-1934 : officier d'infanterie
- 1934 : quitte l'armée
- 1939 : mobilisé comme capitaine de réserve
  - commande une compagnie au 127e RI
  - commande les corps francs du 127e RI
  - commande les corps francs de la 2e DI
- 24 juin 1940 : s'embarque à Saint-Jean-de-Luz sur le navire polonais l'Ettrick pour rejoindre l'Angleterre
- septembre 1940 : envoyé au Levant dans les troupes de la France libre :
  - commande le 1er Bataillon d'Infanterie de Marine (1er BIM)
  - commande la 1re Demi-brigade Coloniale
  - directeur de cabinet du général Catroux, haut-commissaire de la France libre au Levant
  - chef des Services spéciaux de la France libre au Moyen-Orient
- décembre 1941 : colonel
- 1942 : nommé chef de la Mission militaire de la France libre aux États-Unis
- printemps 1942 : détaché aux commandos des Combined Operations à Londres ; participe à une opération sur Bayonne
- mai 1942 rejoint son poste à Washington
- juillet 1943 : contribue au ralliement des Antilles à la France libre
- décembre 1943 : nommé chef d'état-major des Forces françaises en Grande-Bretagne, sous les ordres du général Kœnig
- juin 1944 : participe au débarquement en Normandie et dirige les opérations de la tête de pont de Bayeux
- nommé commandant militaire des régions libérées (premier officier français à exercer un commandement dans la France libérée) : Bayeux, Cherbourg, Rennes, Angers, Paris, Châlons-sur-Marne, Nancy.

### Blessures
- avril 1940 : triple blessure par éclats de grenade
- juin 1940 : quadruple blessure lors des combats de défense de Rethel au cours desquels il a pris la tête de son bataillon ; il est évacué vers l'hôpital militaire de Dax
- juin 1941 : blessé par balle lors de la campagne de Syrie

## Distinctions
- Grand-croix de la Légion d'honneur
- Compagnon de la Libération par décret du 9 octobre 1945[1]
- Croix de guerre 1939–1945 avec trois citations à l'ordre de l'armée au titre de la campagne de France
- Médaille de la Résistance française avec rosette par décret du 31 mars 1947[2]

## Carrière politique

### Mandats exécutifs
- 1935 : élu maire d'Abitain (Basses-Pyrénées)
- 1945-1965 : maire d'Abitain
- 1945-1976 : conseiller général du canton de Sauveterre-de-Béarn
- 1964-1976 : président du Conseil général des Pyrénées-Atlantiques

Il est élu député MRP (1945-1958) des Basses-Pyrénées (auj. Pyrénées-Atlantiques) à la Première et à la Seconde Assemblée nationale constituante et à l’Assemblée nationale et siège au Palais-Bourbon pendant treize ans. Il est haut-commissaire à Madagascar de février 1948 au 3 février 1950, il y rétablit l’ordre en réprimant durement après les événements de 1947, ce qui lui vaut les vives critiques des communistes à son retour au Parlement pour les méthodes sanglantes utilisées lors de la répression.

### Fonctions gouvernementales
- Secrétaire d'État à la Guerre	du gouvernement René Pleven (2) (du 11 août 1951 au 20 janvier 1952)
- Secrétaire d'État à la Guerre	du gouvernement Edgar Faure (1) (du 20 janvier au 8 mars 1952)
- Secrétaire d'État à la Guerre	du gouvernement Antoine Pinay (du 8 mars 1952 au 8 janvier 1953)
- Secrétaire d'État à la Guerre	du gouvernement René Mayer (du 8 janvier au 28 juin 1953)
- Secrétaire d'État à la Guerre	des gouvernements Joseph Laniel (du 2 juillet 1953 au 19 juin 1954)
- Ministre de la Défense nationale et des Forces armées	du gouvernement Pierre Pflimlin (du 14 mai au 1er juin 1958)

Au cours de ces fonctions, il s’efforce, malgré les contraintes budgétaires, d’améliorer la condition militaire, l’entretien des bâtiments, le niveau d’équipement et la gestion des arsenaux. Il justifie le déplacement de l’École de Saint-Cyr à Coëtquidan. Il fait approuver l'affectation de la caserne de Fontenoy à l'UNESCO. Il propose l’élévation de Leclerc à la dignité de Maréchal de France. Il critique Pierre Mendès France pour sa politique tunisienne et marocaine mais appuie sa politique en Algérie. Il appuie Guy Mollet lors de l'expédition de Suez et défend les droits d'Israël.
Pierre de Chevigné se prononce en faveur de la construction européenne (traités CECA, CED, CEE). Il s'en prend à Jean-Louis Tixier-Vignancour, candidat contre lui lors des élections de 1956 qui sera cependant aussi élu. En 1958, il vote la confiance à De Gaulle.